# فرزیان
فرزیان روستایی است واقع در استان لرستان و در ۱۵ کیلومتری شمال شرق شهرستان ازنا، بخش جاپلق، در ارتفاع ۱۸۷۰ متر از سطح دریا. مساحت این روستا حدود ۰٫۳۵ کیلومتر مربع و جمعیت آن حدود ۱۰۰۰ نفر می‌باشد.

## پیشینه
گابایی نام دو شهر یکی در سغدیا و خوارزم و دیگری در منطقه مرکزی ایران است. نام این شهر مؤید مهاجرت آریایی‌هایی که روزگارانی ساکنان دشت‌های آسیای میانه بودند به ایران می‌باشد؛ ولی به گمان زیاد شهر گابایی در منطقهٔ گاپله و جایی بین گاوبار و فرزیان بوده باشد. در بعضی از کتیبه‌ها شهر گابایی «gabai» یا گی «Gey»، گابه «Gabe» و گابین «Gabian» را شهری آباد در زمان هخامنشی نام برده‌اند که تا زمان ساسانیان برجای بوده و برخی آن را حوالی اصفهان گفته‌اند در صورتی که بر اساس پاره‌ای شواهد این شهر در گاپله بوده‌است. (دقت کنید به تشابه زیاد گابایی، گابار، گاپله و همچنین گاپله از حوالی اصفهان محسوب می‌شده‌است!)
در طول قرن چهارم تا حدود قرن دهم هجری قمری معروفترین مکان منطقهٔ جاپلق «قلعه فرزین» از آثار آل عجل بوده که وقایع مهمی در آن اتفاق افتاده‌است. مقصود از قلعهٔ فرزین قلعه‌ای قدیمی است در روستای فرزیان که خرابه‌های آن هنوز باقی است. قلعهٔ مزبور دژی محکم بوده و به واسطهٔ محل استقرار مناسب و داشتن پناه‌گاهی چون رشتهٔ جبال اشترانکوه مأمنی برای طاغیان و متمردان بوده‌است.

## وضعیت طبیعی

### جغرافیا
روستای فرزیان، به طول ۰٫۷ کیلومتر و عرض ۰٫۵ کیلومتر با مساحت ۰٫۳۵ کیلومتر مربع به شکل مستطیل و از لحاظ جغرافیایی در غرب ایران و در بخش شمالی استان لرستان قرار دارد. در ۳۲ کیلومتری جنوب غرب فرزیان رشته کوه‌های مرتفع اشترانکوه قرار گرفته و چشم‌انداز زیبایی در این روستا خلق کرده‌است. مختصات جغرافیایی فرزیان عبارت است از ۳۳ درجه و ۳۳ دقیقه عرض شمالی و ۴۹ درجه و ۳۳ دقیقه طول شرقی و ارتفاع آن از سطح دریا ۱۸۷۰ متر می‌باشد.
رودخانهٔ خشک گدارا (جو بالا) از شمال غرب و همچنین رودخانه خشک جوپیله (جو پایین) از جنوب غرب وارد روستا شده و از آن عبور می‌کند. این رودخانه‌ها که از استان مرکزی سرچشمه می‌گیرند قبلاً پرآب بوده و چهرهٔ زیبایی به روستا می‌دادند. یک تصویر هوایی از این روستا می‌توانید ببینید: فرزیان از دید گوگل ارث

### آب و هوا
فرزیان آب و هوای سرد کوهستانی دارد. میانگین دما در تیرماه (گرم‌ترین ماه سال) ۲۵درجهٔ سانتی‌گراد، در دی‌ماه (سردترین ماه سال)، ۳- درجهٔ سانتی‌گراد، در فروردین‌ماه ۱۲ درجهٔ سانتی‌گراد و در مهرماه ۱۵ درجهٔ سانتی‌گراد می‌باشد. میانگین سالانهٔ دما ۱۲ درجهٔ سانتی‌گراد و میزان بارندگی سالیانهٔ این روستا ۴۵۶٫۲ میلی‌متر می‌باشد.
| آب و هوای فرزیان                    | آب و هوای فرزیان | آب و هوای فرزیان | آب و هوای فرزیان | آب و هوای فرزیان | آب و هوای فرزیان | آب و هوای فرزیان | آب و هوای فرزیان | آب و هوای فرزیان | آب و هوای فرزیان | آب و هوای فرزیان | آب و هوای فرزیان | آب و هوای فرزیان | آب و هوای فرزیان |
|                                     | ژانویه           | فوریه            | مارس             | آوریل            | مـــــه          | ژوئـن            | ژوئیـه           | اوت              | سپتامبر          | اکتبـر           | نوامبر           | دسامبر           | سـال             |
| ----------------------------------- | ---------------- | ---------------- | ---------------- | ---------------- | ---------------- | ---------------- | ---------------- | ---------------- | ---------------- | ---------------- | ---------------- | ---------------- | ---------------- |
| گرم‌ترین C°                          | ۳٫۸              | ۷٫۱              | ۱۸٫۳             | ۱۸٫۳             | ۲۳٫۸             | ۳۱٫۴             | ۳۴٫۹             | ۳۴٫۶             | ۳۰٫۷             | ۲۳٫۴             | ۱۴               | ۷٫۲              | ۲۰٫۳             |
| میانگین گرم‌ترین‌ها C°                | ۳٫۵              | ۳٫۱              | ۱۰               | ۱۴٫۲             | ۱۷٫۹             | ۲۵٫۲             | ۲۹٫۱             | ۲۷٫۳             | ۲۲٫۹             | ۱۸٫۱             | ۹٫۴              | ۳٫۵              | ۱۵٫۵             |
| میانگین سردترین‌ها C°                | -۴٫۳             | -۱٫۱             | ۵٫۵              | ۹٫۶              | ۱۳٫۴             | ۱۸               | ۲۲٫۵             | ۲۱٫۳             | ۱۶٫۸             | ۱۱٫۶             | ۵٫۸              | ۰                | ۱۰٫۱             |
| سردترین C°                          | -۸               | -۵٫۴             | ۰٫۵              | ۵٫۱              | ۷٫۹              | ۱۱٫۲             | ۱۵٫۷             | ۱۴٫۶             | ۹٫۳              | ۶٫۴              | ۰٫۷              | -۳٫۶             | ۴٫۵              |
| بارش mm                             | ۷۶٫۲             | ۳۴٫۹             | ۶۹٫۸             | ۹۸٫۴             | ۲۵٫۵             | ۲٫۲              | ۰                | ۰                | ۱٫۱              | ۱۴٫۳             | ۳۷٫۲             | ۹۶٫۶             | ۴۵۶٫۲            |
| منبع: سایت هواشناسی کشور آگوست ۲۰۱۰ |                  |                  |                  |                  |                  |                  |                  |                  |                  |                  |                  |                  |                  |

## مردم

### جمعیت
طبق سرشماری رسمی مرکز آمار ایران در سال ۱۳۸۵ این روستا با ۲۹۹ خانوار، جمعیتی معادل ۱۰۲۵ نفر دارد که از این تعداد ۴۸۵ نفر مرد و ۵۴۰ نفر زن می‌باشند. حدود ۶۶ درصد از مردان و ۵۷ درصد از زنان این روستا باسواد هستند.

### مردم
مردم فرزیان به لری ثلاثی تکلم می‌کنند.

### دین
تمامی مردم این روستا مسلمان شیعهٔ دوازده امامی می‌باشند.

### اخلاق، فرهنگ و هنر
مردم این روستا از زمانهای بسیار قدیم در کنار کشاورزی و دامداری، گلیم بافی و قالی بافی نیز می‌کرده‌اند که البته هم‌اکنون دیگر اثری از دار قالی در این روستا به چشم نمی‌خورد ولی بسیار است خانه‌هایی که هنر دست مردم این روستا بر کف خانه‌هایشان زینت‌نمایی می‌کند.

### اقتصاد
بعد از انقلاب ایران (۱۳۵۷) بسیاری از مردم این روستا به دلیل کسادی شغل کشاورزی و افت اقتصادی کشور جهت تأمین امرار معاش خود و خانواده‌شان به شهرهایی چون اهواز، تهران، شیراز، اصفهان و اراک و دورود مهاجرت کردند و از جمعیت جوان روستا به شدت کاسته شد. این روستا یکی از روستاهای ایران است که بیشترین مهاجر را در چهل سال گذشته داشته‌است. در حال حاضر اکثر مردم باقی مانده در این روستا به صنعت کشاورزی روی آوردند و کشت اصلی آن‌ها بعد از گندم، لوبیا است. همچنین کشت چغندر قند نیز اخیراً رواج یافته‌است.

## بافت ساختمانی
بافت قدیمی این روستا همچون بسیاری از روستاهای دیگر کشور ایران با خشت و کاه گل و تیر چوبی و درب‌های چوبی بنا شده‌است. بسیاری از خانه‌های قدیمی هم‌اکنون متروکه شده و بجای آن‌ها ساختمان‌های جدید با آجر و سیمان و تیر آهن بنا شده‌است. بدین شکل بافت ساختمانی روستا در حال تغییر چهره می‌باشد هرچند که هنوز بسیاری از بناها تصویر زیبای یک خانه روستایی را تداعی می‌کند.

یک خانه قدیمی در فرزیان

## روستاها و شهرهای مجاور
روستاهای مدآباد، مرزیان، فین، طازران، گاوبار، گنجه، خروسان، ایونده شهر مؤمن آباد (مأمون سابق) و همچنین شهرستان ازنا و الیگودرز مهم‌ترین مناطق مجاور این روستا می‌باشند. مردم این روستا بیش از همه با شهرستان ازنا دررفت آمد هستند و کالاها و مایحتاج عمدهٔ خود را از این شهرستان تأمین می‌کنند.

### راه‌های ارتباطی
این روستا توسط یک جادهٔ آسفالته از شمال غرب به شهر مؤمن آباد (و از این طریق به شهرستان ازنا)، از سمت جنوب توسط یک جادهٔ خاکی به جادهٔ ازنا-الیگودرز و از سمت شرق توسط یک جادهٔ خاکی به تفریح‌گاه تاجواد متصل می‌گردد.

## مناطق دیدنی

### جاذبه‌های تاریخی
خرابه‌های بازار سرپوشیده، حمام قدیمی، و ده‌ها تپهٔ باستانی از دیدنی‌های تاریخی این روستا می‌باشد.
تپه تیغی. تپه زرین. دو خواهران

### جاذبه‌های طبیعی
کاج آباد نام مکانی است که در ده‌های گذشته تفریح‌گاه ارباب این روستا بوده‌است، این مکان به دلیل داشتن کاج‌های زیبا به نام شهرت یافته و دارای درخات بادام و چند قنات و قلعهٔ مخروبه خاناین روستا بوده‌است. تا اوایل دهه هفتاد باغات و تاکستانهای زیبا و کم‌نظیر این روستا چشم‌ها را خیره می‌کرد اما به واسطه خشکسالی‌های اخیر که حاصل مدیریت اشتباه و سد سازی‌های غیراصولی بود این باغات و تاکستان‌ها از بین رفت. همچنین چشم‌انداز زیبای اشترانکوه از جمله جاذبه‌های طبیعی این روستا می‌باشد.

### جاذبه‌های مذهبی
امامزاده دوخواهران (به لهجه محلی دوخووارُن) و مسجدجامع فرزیان جزو جاذبه‌های مذهبی این روستا می‌باشد.

مسجد جامع فرزیان

## ره آورد
خامتو، فطیر، ماست، کشک و پنیر محلی از جمله سوغاتی‌های این روستا است. غذاهایی همچون آب گوشت، کاله جوش، شیر جوش، اشکنه و آش دیگیله دستی نیز تعدادی از غذاهای معروف این دیار می‌باشد.

## نگارخانه

یکی از خیابانهای روستا
کوچه‌ای در فرزیان
کوچه‌ای زیبا و قدیمی
نمایی از یک طویله قدیمی
قبرستان فرزیان
کوچه‌ای زیبا در فرزیان
منابع ذخیره آب آشامیدنی
مسجد وسط فرزیان
شرکت تعاونی روستا
زیرگذری قدیمی در روستا
حمام عمومی قدیمی
خیرات مردم روستا
خانه‌ای قدیمی و زیبا
طبیعت اطراف فرزیان(اشترانکوه)
نمایی دیگر از روستا
اینجا فرزیان است